# Bel Canto (película)
Bel Canto es una película dramática de rehenes estadounidense de 2018 dirigida por Paul Weitz, a partir de un guion de Weitz y Anthony Weintraub. Está basado en la novela homónima de Ann Patchett, que a su vez relata libremente los hechos ocurridos durante la toma de la residencia del embajador de Japón en Lima. Está protagonizada por Julianne Moore, Ken Watanabe, Sebastian Koch y Christopher Lambert.
Fue estrenada el 14 de septiembre de 2018 por Screen Media Films.

## Argumento
Roxane Coss (Moore), una famosa soprano estadounidense, viaja a Sudamérica para dar un concierto privado en la fiesta de cumpleaños del rico empresario industrial japonés, Katsumi Hosokawa (Watanabe). La fiesta es, también, una reunión de políticos y empresarios locales, que se reúnen en la mansión del vicepresidente peruano Rubén Ochoa; incluidos el embajador francés Thibault (Lambert) y su esposa (Zylberstein), el fiel traductor de Hosokawa Gen (Kase) y el delegado comercial ruso Fyorodov (Krupa). Sin embargo, la casa es tomada por guerrilleros del grupo "Movimiento Revolucionario del Sur" (quienes representarían al Movimiento Revolucionario Túpac Amaru), dirigidas por el Comandante Benjamín (Huerta) que esperaban capturar al presidente peruano Matsuda (Alberto Fujimori). Tras tener éxito en la operación exigen la liberación de sus compañeros encarcelados. El único contacto con el mundo exterior se hace a través del negociador del Comité Internacional de la Cruz Roja, Messner (Koch). Se produce una situación de un mes de duración en el que los rehenes y los captores deben superar sus diferencias y encontrar su humanidad y esperanza compartidas frente a un desastre inminente.

## Reparto
- Julianne Moore como Roxane Coss (Renée Fleming como su "voz" cantante").
- Ken Watanabe como Katsumi Hosokawa.
- Sebastian Koch como Joachim Messner.
- Christopher Lambert como Simon Thibault.
- Ryo Kase como Gen Watanabe.
- Ténoch Huerta como Comandante Benjamin.
- María Mercedes Coroy como Carmen.
- Olek Krupa como Fyorodov.
- Elsa Zylberstein como Edith Thibault.
- J. Eddie Martinez como Ruben.
- Bobby Daniel Rodriguez como Padre Arguedas.
- Nico Bustamante como Marco.

## Producción
En agosto de 2016, se anunció que Julianne Moore, Ken Watanabe y Demian Bichir se unieron al elenco de la película, con Paul Weitz, dirigiendo un guion que escribió junto a Anthony Weintraub, basado en la novela del mismo nombre, y que Caroline Baron, Weintraub, Weitz y Andrew Miano actuarán como productores en la película, bajo sus estudios A-Line Pictures y Depth of Field, respectivamente. En febrero de 2017, Sebastian Koch, Christopher Lambert y Elsa Zylberstein se unieron al elenco de la película. Renée Fleming se unió a la película como la voz cantante de Moore. Más tarde se reveló que María Mercedes Coroy se unió al elenco de la película.

### Rodaje
La fotografía principal comenzó en Nueva York el 13 de febrero de 2017.

## Lanzamiento y recepción
En mayo de 2018, Screen Media Films adquirió los derechos de distribución de la película en los Estados Unidos. Fue estrenada el 14 de septiembre de 2018.